# Liste der Biografien/Schuw
Liste der Biografien |
Portal Biografien |
Personensuche
# |
A |
B |
C |
D |
E |
F |
G |
H |
I |
J |
K |
L |
M |
N |
O |
P |
Q |
R |
S |
T |
U |
V |
W |
X |
Y |
Z |
?
 
Sa |
Sb |
Sc |
Sd |
Se |
Sf |
Sg |
Sh |
Si |
Sj |
Sk |
Sl |
Sm |
Sn |
So |
Sp |
Sq |
Sr |
Ss |
St |
Su |
Sv |
Sw |
Sy |
Sz
 
Sca–Sce |
Sch |
Sci–Scz
 
Scha |
Schc |
Schd |
Sche |
Schg |
Schi |
Schj |
Schk |
Schl |
Schm |
Schn |
Scho |
Schp |
Schr |
Schs |
Scht |
Schu |
Schv |
Schw |
Schy
 
Schua |
Schub |
Schuc |
Schud |
Schue |
Schuf |
Schug |
Schuh |
Schui |
Schuk |
Schul |
Schum |
Schun |
Schuo |
Schup |
Schuq |
Schur |
Schus |
Schut |
Schuu |
Schuv |
Schuw |
Schuy |
Schuz
Die Liste der Biografien führt alle Personen auf, die in der deutschsprachigen Wikipedia einen Artikel haben. Dieses ist eine Teilliste mit 18 Einträgen von Personen, deren Namen mit den Buchstaben „Schuw“ beginnt.

## Schuw

### Schuwa
- Schuwalow, Alexander Anatoljewitsch (* 1992), russischer Skispringer
- Schuwalow, Alexander Iwanowitsch (1710–1770), russischer Graf und Staatsmann
- Schuwalow, Andrei Michailowitsch (* 1965), sowjetischer Degenfechter
- Schuwalow, Andrei Petrowitsch (1742–1789), russischer Politiker, Diplomat, Wirklicher Geheimrat und Schriftsteller
- Schuwalow, Igor Iwanowitsch (* 1967), russischer Politiker
- Schuwalow, Iwan Iwanowitsch (1727–1797), russischer Graf, Zarinliebhaber und Universitätsgründer
- Schuwalow, Maxim Alexejewitsch (1993–2011), russischer Eishockeyspieler
- Schuwalow, Paul Andrejewitsch (1830–1908), russischer Militär und Diplomat
- Schuwalow, Pawel Andrejewitsch (1776–1823), russischer GeneralPawel Andrejewitsch Schuwalow (1776–1823)

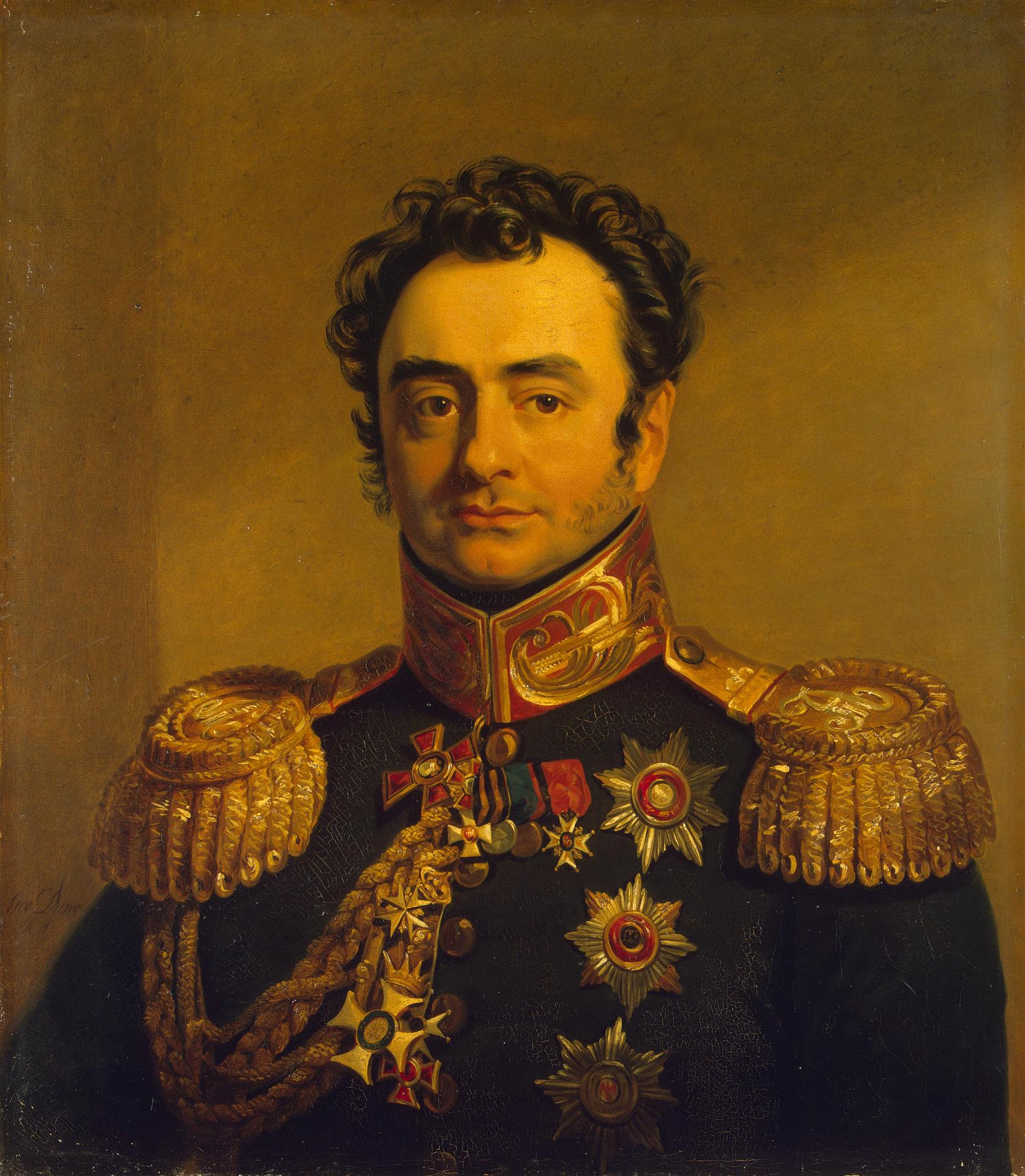
Pawel Andrejewitsch Schuwalow (1776–1823)

- Schuwalow, Pjotr Andrejewitsch (1827–1889), russischer Graf, Staatsmann und Militär
- Schuwalow, Pjotr Iwanowitsch (1710–1762), russischer Graf, Staatsmann und Militär
- Schuwalow, Wiktor Grigorjewitsch (1923–2021), russischer Eishockeyspieler
- Schuwalow-Maler, griechischer Vasenmaler
- Schuwalowa, Jekaterina Petrowna (1743–1817), russische Adlige, Kammerzofe und Hofdame
- Schuwalowa, Marija (* 2006), kasachische Sprinterin
- Schuwalowa, Polina Sergejewna (* 2001), russische Schachspielerin

### Schuwi
- Schuwirth, Horst-Bodo (1919–1983), deutscher Militär, Generalmajor der Bundeswehr
- Schuwirth, Rainer (* 1945), deutscher General des Heeres der Bundeswehr